# معترسة حدابية الرأس
معترسة حدابية الرأس (الاسم العلمي:Syngamus gibbocephalus) هي نوع من الديدان الأسطوانية تتبع جنس المعترسة من فصيلة المعترسات.